# Skógaröxl
Skógaröxl är en bergstopp i republiken Island. Den ligger i regionen Norðurland vestra, 200 km norr om huvudstaden Reykjavík. Toppen på Skógaröxl är 413 meter över havet.
Trakten runt Skógaröxl är nära nog obefolkad, med mindre än två invånare per kvadratkilometer. Närmaste större samhälle är Blönduós, omkring 17 kilometer söder om Skógaröxl. Trakten runt Skógaröxl består i huvudsak av gräsmarker.